# George Cornet
George Thomson Cornet (15 juli 1877 - 22 november 1952) was een Brits waterpolospeler.
George Cornet nam als waterpoloër tweemaal deel aan de Olympische Spelen; in 1908 en 1912. In beide jaren maakte hij deel uit van het britse team dat het goud wist te veroveren. Hij was de enige Schot in het team.
Cornet speelde voor het lokale amateur team te Inverness. Met zijn team won hij in 1909 het Schotse kampioenschap en bereikte hij vier keer de finale. Hij werd op 12 maart 2007 opgenomen in de Scottish Sports Hall of Fame.
George Cornet · 
Charles Forsyth · 
George Nevinson · 
Paul Radmilovic · 
Charles Sydney Smith (G) ·
Thomas Thould · 
George Wilkinson
Charles Sydney Smith · 
George Cornet · 
George Wilkinson · 
Charles Bugbee · 
Arthur Edwin Hill · 
Paul Radmilovic · 
Isaac Bentham